# 仲代達矢

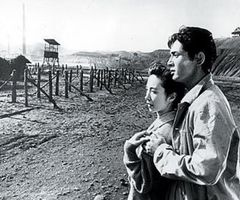
仲代達矢（右）1959年出演電影《人間的條件》

仲代達矢（日语：／ Nakadai Tatsuya，1932年12月13日—），本名仲代元久，是東京府東京市（現東京都目黒區）出身的日本演員、歌手。劇團演員座出身，在「無名塾」致力於培養新人。一直兼顧於舞台劇和影視劇兩個領域並且在此兩個領域是代表戰後日本水準的人物。演出過多名著名電影導演的作品包括本喜八、黑明、小林正、五社英雄、成瀨巳喜男、熊井以及木下惠介、篠田正浩，日本影壇幾乎找不到沒有跟他合作過的導演。主演的電影《影武者》更獲得戛影金棕。
他主演的電影獲得過美國奧斯卡金像獎和世界三大電影節（戛納電影節、威尼斯電影節、柏林電影節）的獎項、達成四冠。2007年當選文化功勳者。

## 生平
仲代達矢父親仲代忠雄是茨城縣農家，之後至東京開設公司，母親愛子於藥店五反田小町工作。
仲代達矢畢業於青南小學校、北豐島工業學校、東京重機學校、東京都立千歳高等學校（現東京都立蘆花高等學校）。

### 初涉舞台
1952年、高中畢業後，仲代達矢參與俳優座養成所第4期生，同期生包含佐藤慶、佐藤允、中谷一郎、宇津井健。養成所時代，仲代達矢參與黑澤明導演的《七武士》（1954年）演出。
1955年、仲代達矢於養成所畢業（前年已初等舞台），異母姊姊將他芸名取為「達矢」。
1959年，仲代達矢與俳優座所屬女演員宮崎恭子結婚。

### 成名
仲代達矢於黑澤明多套作品中皆出演三船敏郎對手，例如1961年《用心棒》、翌年《椿三十郎》。 1963年，在《天國與地獄》中，三船敏郎扮演公司社長，仲代達矢演追查案件之幹探。
黑澤明與三船敏郎在1965年《紅鬍子》後合作關係轉淡，往後大型時代劇主角起用仲代達矢。
1980年，仲代達矢參與黒澤明執導電影《影武者》。同年舛田利雄導演的戦爭巨作《二百三高地》，仲代達矢主演乃木希典司令官。
仲代達矢參與五社英雄導演《鬼龍院花子的一生》。
1985年，仲代達矢主演黑澤明執導電影。
1992年，仲代達矢與李嘉欣演出香港電影《妖獸都市》。
2004年，仲代達矢參與演出TBS週五連續劇《在世界中心呼喚愛》。
2006年，仲代達矢參與演出電影《男人的大和》。

## 主要作品
- 用心棒 (1961)
- 椿三十郎 (1962)
- 切腹 (1962)
- 天國與地獄 (1963)
- 血與砂 (1965)
- 大菩薩嶺 (1966)
- 佐佐木小次郎（1967）
- 殺人狂時代 (1967)
- 斬 (1967)
- 座頭市大戰火神廟 (1970)
- 挽歌 (1976)
- 藍色聖誕節 (1978)
- 影武者 (1980)
- 二百三高地 (1980)
- 亂 (1985)
- 八公犬物語 (1987) 飾 上野英三郎
- 二二六 (1989)
- 妖獸都市 (1992年) 飾 元大宗
- 大地之子  松本耕次
- 世紀戰艦大和號 (2006年)
- 跟著春天去旅行 (2010年)
- 決鬥 (2015年)
- 海邊的李爾王 (2017年)

## 海外
- 西西里塔敏影（1971年）
- 戛影金棕（1980年）
- 尼拉影最佳男主角獎（1982年）
- 法文化士章（1992年）。

## 外部連結
- 無名塾（页面存档备份，存于）
- 日本電影數據庫（JMDb）上仲代達矢的資料（日語）
- 仲代達矢 - Movie Walker
- Tatsuya Nakadai在互联网电影资料库（IMDb）上的資料（英文）
- 仲代達矢 - テレビドラマ人名録 - ◇テレビドラマデータベース◇
- 仲代達矢的X（前Twitter）
- NHKアーカイブ 人物録　仲代達矢　俳優（页面存档备份，存于）